# 松村宗棍
武成達（琉球語：／  ?；1809年—1899年）是活躍于琉球國第二尚氏王朝末期和日本沖繩縣時期的唐手武術家。他被後世追認為琉球王國時代最偉大的武術家，有「武士松村」、「琉球的宮本武藏」之稱。
武成達號雲勇，日本名字為松村宗棍（琉球語：／ ），位階筑登之親雲上，因此在第二尚氏王朝時期，他被稱作松村筑登之親雲上宗棍（琉球語：／ ）。武成達的先祖是第一尚氏王朝國王尚泰久的第五子尚武（江洲按司）的後代。松村家則是其第九世武揚宗（嘉陽親雲上宗勝）次子武得良（松村里之子親雲上宗應）的後裔。

## 生平
武成達幼年即具有很高的武術天賦，並拜佐久川寬賀學習唐手，在武術上逐漸嶄露頭角。成年後，武成達前往日本薩摩藩在琉球館任職。在此期間，他拜師學藝，從伊集院彌七郎處學得了示現流劍術，獲得「雲輝四段」的稱號，成為一名劍術家。1836年，他追隨師父佐久川寬賀前往清朝，拜京師王宮的武術教官違伯為師，學習中國武術。約一年後，武成達盡得其妙歸國。
歸國後，武成達當任琉球王宮的御側守役（要人警護職），曆仕尚灝王、尚育王、尚泰王三朝。

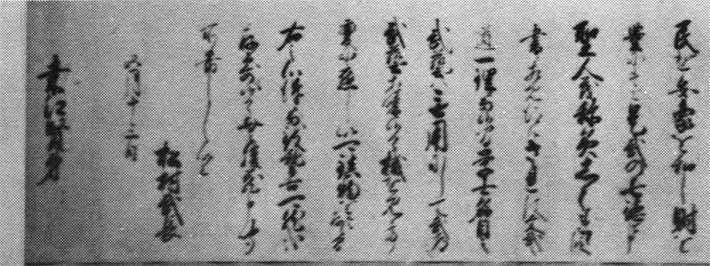
松村宗棍遺訓

琉球處分後，武成達在首里崎山町的王家別邸御茶屋御殿教授唐手。1899年，武成達在首里逝世，享年91歲，葬於那霸市古島。著有《松村宗棍遺訓》。 
武成達的弟子多為空手道名人，其中包括了牧志朝忠、安里安恒（毛氏）、糸洲安恒（馮氏）、知花朝章、伊志嶺某、多和田某、本部朝勇和本部朝基兄弟、屋部憲通（蘇氏）、喜屋武朝扶（喜屋武朝德之父）、桑江良正、向明德（義村朝義）等人。